# Йоаникий III Рилски
Йоаникий ІII Рилски е български православен духовник, игумен на Рилската света обител.

## Биография
Роден е на 8 януари 1848 г. в Самоков, Османската империя. Получава начално образование в родния си град. През 1860 г. постъпва като послушник в Рилския манастир, в който завършва второкласното духовно училище. През 1866 г. се замонашва в манастира. През 1870 г. заминава за сръбската столица Белград, където продължава образованието си. След завръщането си става дякон при българската църква „Свети Стефан“ в Цариград. Около 1874 г. става стипендиант на Светия синод на Руската православна църква в Киевската духовна семинария, която завършва в 1881 година.
След завършването си се връща в България. Преподава в Рилския манастир, в Самоковската и в Петропаловската семинария. Работи като софийски училищен инспектор.
През 1894 г. е ръкоположен в архимандритски сан и е изпратен в Османската империя за председател на българската църковна община в Битоля. По-късно оглавява българската община в Сяр. Изпълнява и други важни мисии на Българската екзархия.
През 1899 г. става игумен на Рилския манастир. Поради влошеното си здравословно състояние през 1904 г. се отказва от игуменската длъжност, но остава в манастира, където умира в 1910 година. Приживе дарява 2 хиляди лева за нуждите на Славянското благотворително дружество в София, а след смъртта си оставя на Рилския манастир ценна библиотека и личните си вещи. По негова воля и със средствата му са образувани два благотворителни фонда, към Светия Синод на Екзархията с цел отпускане на стипендии, и към министерството на народното просвещение – в помощ на училищата в родния му Самоков.